# مارگو شام‌وی
مارگو شاموی (زادهٔ ۲ اوت ۱۹۷۹) یک پاروزن اهل ایالات متحده آمریکا است. او در سینسیناتی ، اوهایو به دنیا آمد. او در بازی‌های المپیک تابستانی 2008 پکن شرکت کرد و در اسکال چهارگانه مقام پنجم را کسب کرد. او در بازی‌های المپیک تابستانی ۲۰۱۲ لندن به همراه سارا تروبریج در اسکال دو نفره شرکت کرد و در آن مقام ششم را به خود اختصاص داد. 

## لینک های خارجی
الگو:Pan American Champions – Women's single sculls